# 北海道道229号北尻別蘭越停車場線
北海道道229号北尻別蘭越停車場線（ほっかいどうどう229ごう きたしりべつらんこしていしゃじょうせん）は、北海道磯谷郡蘭越町内を結ぶ一般道道（北海道道）である。

## 概要
尻別川左岸を走る北海道道267号磯谷蘭越線に並行するように尻別川右岸を走る。

### 路線データ
- 起点：北海道磯谷郡蘭越町港町（国道229号交点）
- 終点：北海道磯谷郡蘭越町蘭越町（JR北海道 函館本線 蘭越駅）
- 総延長：20.056 km
- 実延長：20.021 km
- 重用延長：0.035 km

### 道路管理者
- 後志総合振興局 小樽建設管理部 蘭越出張所

## 歴史
- 1957年（昭和32年）3月30日 - 124号として路線認定[1]。
- 1994年（平成6年）10月1日 - 路線番号を229号に変更[2]。

## 路線状況

### 重複区間
- 北海道道525号蘭越停車場線（蘭越町蘭越町 - 蘭越町蘭越町〔終点〕）

### 道路施設

#### 主な橋梁
- 豊国橋（213 m、尻別川、蘭越町字豊国 - 蘭越町蘭越町）

## 地理

### 通過する自治体
- 後志総合振興局
  - 磯谷郡蘭越町

### 交差する道路
蘭越町
- 国道229号 - 港町（起点）
- 北海道道268号岩内蘭越線 - 字豊国
- 北海道道343号蘭越ニセコ倶知安線 - 字豊国
- 国道5号 - 蘭越町
- 北海道道525号蘭越停車場線 - 蘭越町（終点、重複）

### 沿線にある施設など
蘭越町
- 蘭越町役場
- Aコープようていらんこし店